# Gioacchino Attaguile

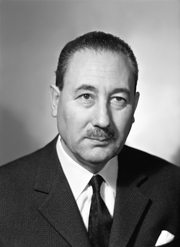
Gioacchino Attaguile

Gioacchino Attaguile (* 26. Oktober 1915 in Grammichele, Provinz Catania; † 25. Oktober 1994 in Catania, Provinz Catania) war ein italienischer Politiker der Democrazia Cristiana (DC), der zwischen 1963 und 1976 Mitglied des Senats (Senato della Repubblica) sowie zeitweilig Minister war.

## Leben
Attaguile absolvierte ein Studium der Rechtswissenschaften und war nach dessen Abschluss als Rechtsanwalt und Notar tätig. Sein politisches Engagement begann er als Mitglied des Parlaments der Provinz Catania und wurde am 28. April 1963 als Vertreter der Democrazia Cristiana (DC) Mitglied des Senats (Senato della Repubblica), dem er bis zum 4. Juli 1976 angehörte. Während der vierten Legislaturperiode war er zwischen Juli 1963 und Januar 1964 zunächst Mitglied des Senatsausschusses für Industrie, Binnen- und Außenhandel und Tourismus sowie im Anschluss von Januar 1964 bis Juni 1968 Mitglied des Senatsausschusses für Landwirtschaft und Forsten. Während der fünften Legislaturperiode gehörte er von Juli 1968 bis Mai 1970 weiterhin dem Senatsausschusses für Landwirtschaft und Forsten sowie kurzzeitig im Juli 1968 auch dem Justiz- und Geschäftsordnungsausschuss des Senats an. Zugleich fungierte er von Juli 1968 bis April 1970 als Sekretär des Präsidiums des Senats.
Am 2. April 1970 übernahm Attaguile sein erstes Regierungsamt und fungierte im dritten Kabinett Rumor sowie im Kabinett Colombo vom 2. April 1970 bis 16. Februar 1972 als Unterstaatssekretär im Finanzministerium (Sottosegretario di Stato per le finanze). Daneben war er zwischen Mai 1970 und Mai 1972 Mitglied des Senatsausschusses für Finanzen und Schatz. Nach dem Tode von Salvatore Mannironi wurde er von Ministerpräsident Emilio Colombo zusätzlich am 10. April 1971 auch zum Minister für die Handelsmarine (Ministro della marina mercantile) ernannt und bekleidete dieses Amt bis zum Ende von Colombos Amtszeit am 16. Februar 1972. Zuletzt gehörte er in der sechsten Legislaturperiode von Juli 1972 bis Juli 1976 wieder dem Justizausschuss des Senats an.
Attaguile, der sich in den 1970er Jahren auch als Vorsitzender des Tumor-Zentrums in Catania (Centro tumori di Catania) engagierte, war der Vater des Politikers Angelo Attaguile, der seit den Wahlen vom 25. Februar 2013 die Movimento per le Autonomie (MpA) beziehungsweise seit 2015 die Lega Nord als Mitglied der Abgeordnetenkammer (Camera dei deputati) vertritt. Sein Neffe ist der Jurist und Politiker Francesco Attaguile.